# Bamboo Train

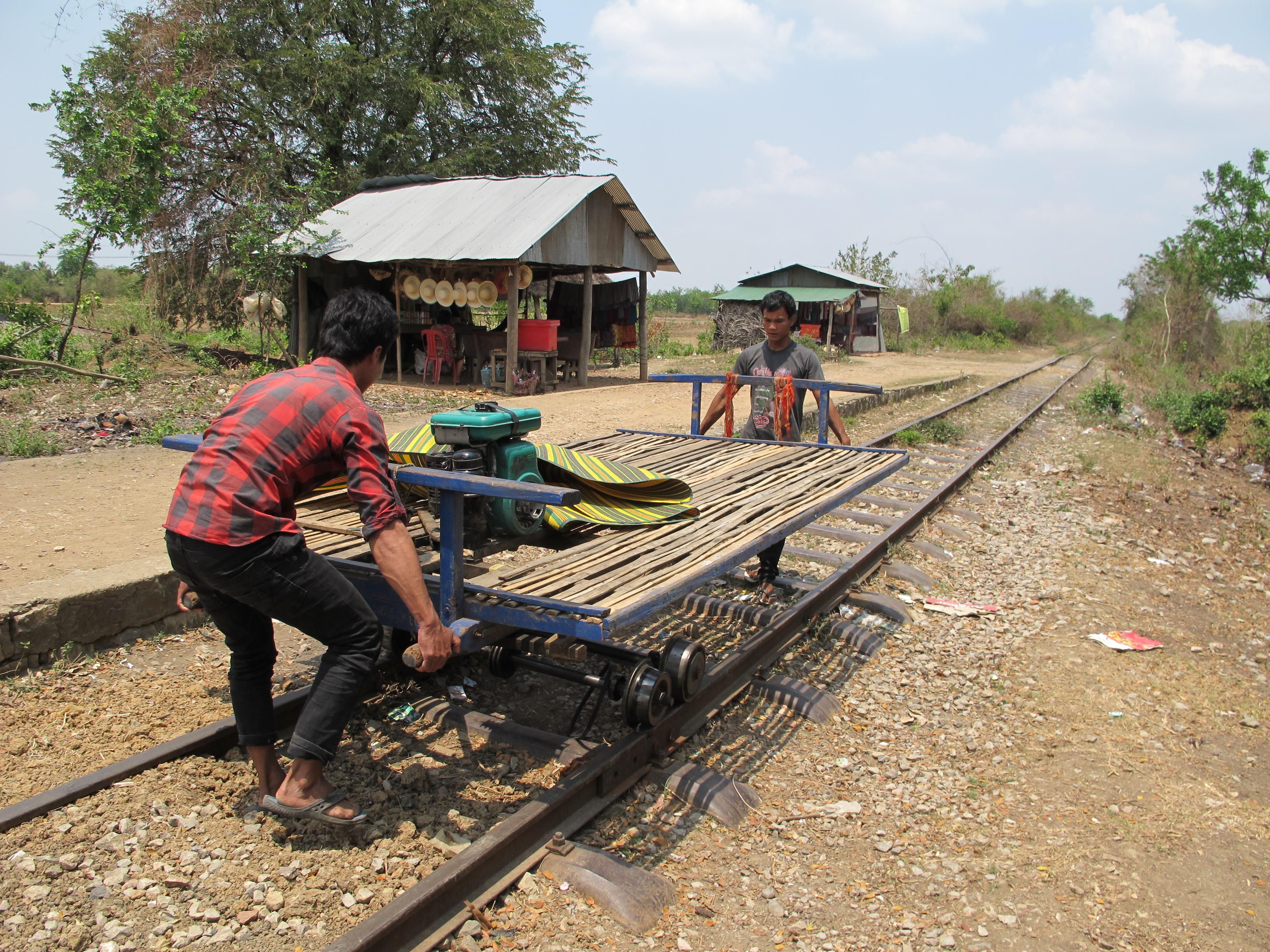
Un Bamboo Train

Il Bamboo Train, detto anche norry, è uno speciale mezzo di locomozione utilizzato dai contadini nella tratta ferroviaria tra Phnom Penh e Battambang in Cambogia.
Un telaio di legno, ferro, bambù viene appoggiato su due assi ferroviari che scorrono lungo i binari. Un motore, usato per piccoli mezzi agricoli, è collegato ad una cinghia che trasmette il moto ad un solo asse.
Lungo la tratta ferroviaria ognuno in possesso di questo semplice mezzo, può installare il suo treno e muoversi in direzione est o viceversa. Il servizio è ufficialmente illegale, ma per molti abitanti della vasta campagna cambogiana, è il mezzo di trasporto più comodo e veloce, considerate le condizioni delle strade e dei mezzi pubblici in genere.
Il primo utilizzo di questo particolare trenino fai da te, è dovuto alle operazioni militari legate alla guerra civile vissuta nel paese negli anni ottanta. Le dimensioni del bamboo train sono generalmente quelle di un telaio rettangolare che misura 4 metri per due. La facilità con cui si può disimpegnare e rimuovere dalla sede ferroviaria permette un traffico scorrevole in entrambe le direzioni, nonostante la ferrovia sia a binario unico.
Una consuetudine della civiltà cambogiana impone a tutti coloro che si incrociano l'obbligo di scaricare, con la collaborazione di tutti, e rimuovere il mezzo meno carico per fare passare l'altro. La velocità raggiunta nei normali spostamenti può arrivare a circa 50 km/h, il sistema frenante è manuale e agisce sulla cinghia di trasmissione.
Il binario ha scartamento ridotto metrico (1000 mm).
L'unico treno passeggeri della compagnia ferroviaria cambogiana effettua un servizio alla settimana di andata e ritorno fra le due città più importanti del paese, la capitale Phnom Penh e Battambang. La distanza da coprire è di trecentocinquanta chilometri, e il tempo impiegato oggi è di circa 17 ore, salvo imprevisti.